# マリアン・リャレヴィチ
マリアン・リャレーヴィチは、20世紀初頭ロシアで活躍したポーランド人建築家。

## 代表作
代表作は、メルテンス毛皮製品商社、モスクワ・トライアングル社社屋（1914年）、ワルシャワー農業銀行、地理大学など。また、マリアン・ペレチャトコーヴィッチと組んでモスクワ・クレストフスカヤ門地区コンプレックス計画コンペティションに参加し、見事1等当選。1904年から1909年にかけて手がけている。また1905年、モスクワ商人議会ビルのコンペも勝ち取る。ポドリプキ（現在はモスクワ地方のコロレフ市）の軍事工場の領土にある住宅地。